# Capilla expiatoria de París

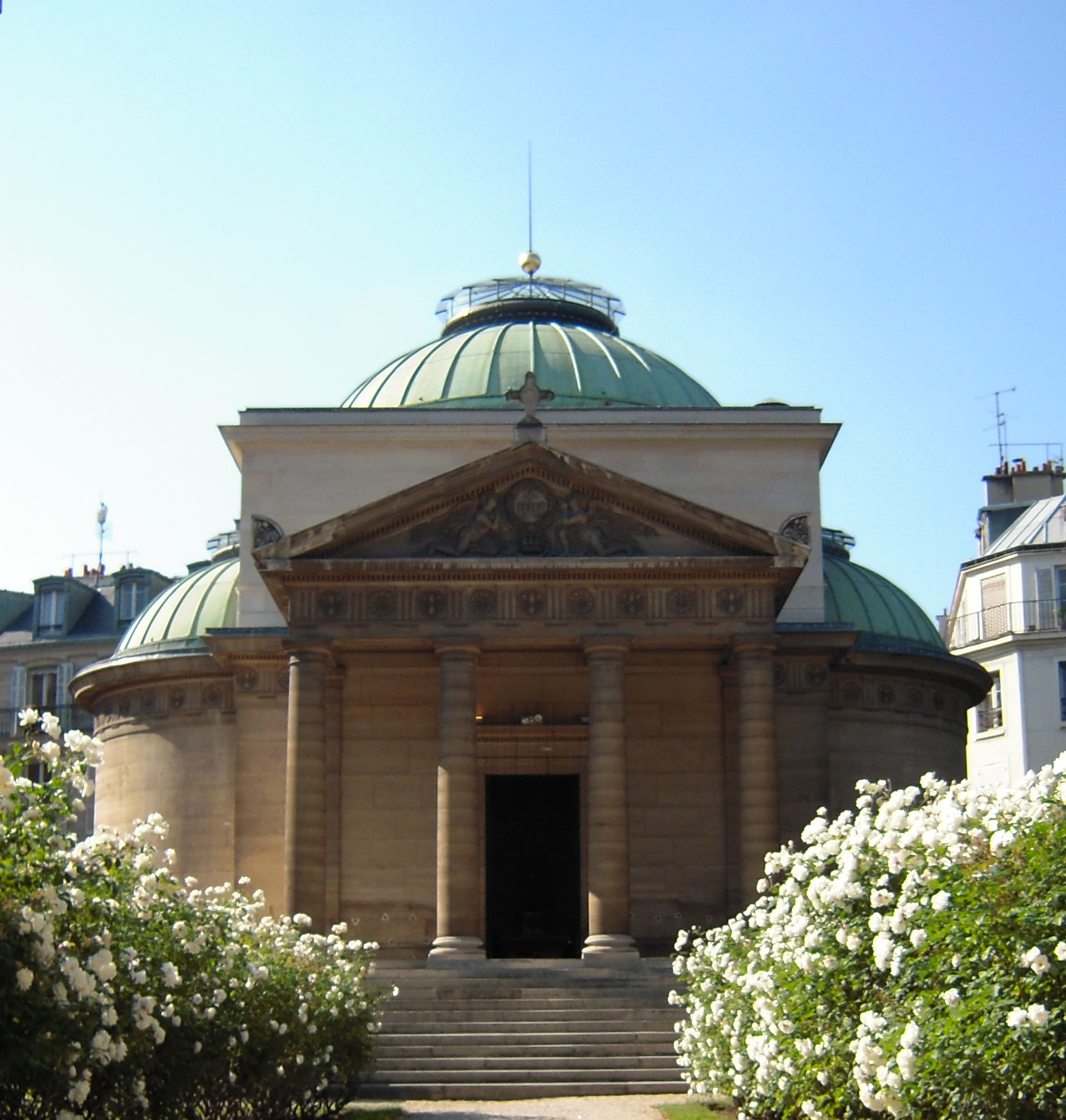
Fachada de la Capilla Expiatoria.

La Capilla Expiatoria es un edificio religioso y monumento conmemorativo, obra de Pierre-François-Léonard Fontaine, que se encuentra sobre el lugar donde reposaron originariamente los restos mortales de Luis XVI y los de María Antonieta. El edificio se encuentra situado en la Plaza Louis XVI, creada en 1862 en el marco de la campaña urbanística del barón Haussmann, y está clasificado monumento histórico desde 1914.
Estos restos fueron llevados al cementerio de la Magdalena que era el más próximo de la plaza de la Concordia, llamada entonces Plaza de la Revolución. En 1815, por orden de Luis XVIII de Francia, los restos mortales de su hermano y esposa fueron trasladados a la Basílica de Saint-Denis y se levantó un monumento funerario donde había existido hasta entonces el cementerio de la Magdalena, actual capilla expiatoria. La primera piedra fue colocada el 21 de enero de 1815, día del aniversario de la muerte de Luis XVI, y la construcción concluyó en 1826, reinando Carlos X.

## Historia
En 1814, al término de la Revolución y una vez restaurada la monarquía, el rey Luis XVIII decide reavivar el recuerdo de la familia real y ordena la construcción de una capilla expiatoria sobre el antiguo cementerio de la Magdalena, camposanto donde el rey y la reina habían sido enterrados tras su ejecución en 1793.
Cuando acaba la restauración, la capilla se convierte en un tema político clave que levanta pasiones por ser percibida como una herencia del Antiguo Régimen. Se la somete a una restauración parcial durante el Segundo Imperio y luego es amenazada con su demolición en múltiples ocasiones, aunque ninguna de las propuestas de destrucción llegó a ejecutarse.
En julio de 2020, a raíz de registrarse unas anomalías registradas en las columnas de la capilla inferior, un estudio realizado por arqueólogos determinó que en esa zona hay cuatro osarios de cajas de madera llenos de restos humanos de al menos quinientas personas que fueron guillotinadas en la plaza de la Concordia entre el 21 de enero de 1793 y el 28 de julio de 1794. Por tanto, en esta capilla estarían enterrados Robespierre junto a otros famosos guillotinados como Madame du Barry, la amante de Luis XV; Olympe de Gouges, la primera feminista de Francia; o Carlota Corday, destacado personaje de la Revolución francesa que apuñaló hasta la muerte durante un baño al revolucionario Jean-Paul Marat.

## Descripción
El conjunto arquitectónico, compuesto de un pabellón de entrada, un jardín interior y la capilla propiamente dicha, es obra de Pierre-François-Léonard Fontaine, arquitecto oficial de Luis XVIII. Este ya era conocido por los proyectos que había realizado para Napoleón junto a su compañero y recurrente colaborador Charles Percier. Fontaine construyó un edificio inscrito en un complejo programa arquitectónico de estilo neoclásico, que también toma elementos de la Antigüedad romana, la Edad Media y el Renacimiento, produciendo una obra de carácter singular.
El plan general de la capilla es de planta centralizada y lineal de cruz griega, con una cúpula central que recuerda al Panteón de Roma. La disposición de la capilla hace pensar en una inspiración barroca. Un patio de honor, bordeado de cenotafios en homenaje a los guardias suizos caídos el 10 de agosto de 1792 durante la toma del Palacio de las Tullerías, recuerda al cementerio de Pisa, uno de los modelos del Renacimiento italiano. La decoración de la fachada de la capilla se nutre del repertorio arquitectónico clásico: el entablamento, la parte horizontal sostenida por las columnas, se compone de un arquitrabe liso, un friso en que se alternan triglifos y metopas y una cornisa. La presencia de la cruz en el frontón de este monumento cristiano es muy discreta.
Hay tres semicúpulas de menor altura, de ellas la de cabecera contiene el altar mayor y en las laterales se hallan los conjuntos escultóricos de "Luis XVI a quien un ángel muestra el Cielo", obra del escultor François-Joseph Bosio y "María Antonieta confortada por la Religión" de Jean-Pierre Cortot, ambos grupos tallados en mármol blanco. En el pedestal de ellos están escritos los testamentos del rey y de la reina.
Fontaine recurre también a la tradición francesa de la talla de piedra en las bóvedas y los techos de las galerías laterales, logrando crear una arquitectura parlante, pero sin énfasis, que recuerda al visitante el doble propósito de la capilla: la oración y la conmemoración.